# Ферно
Ферно (итал. Ferno) је насеље у Италији у округу Варезе, региону Ломбардија.
Према процени из 2011. у насељу је живело 6008 становника. Насеље се налази на надморској висини од 214 м.

## Становништво
Према резултатима пописа становништва 2011. у општини је живело 6.786 становника.
| 1936. | 1951. | 1961. | 1971. | 1981. | 1991. | 2001. | 2011. |
| ----- | ----- | ----- | ----- | ----- | ----- | ----- | ----- |
| 2.300 | 2.600 | 3.436 | 4.590 | 5.166 | 6.134 | 6.364 | 6.786 |